# Кам'янка (залізничне селище)
Кам'янка (рос. Каменка; рум. Camenca) — залізничне селище в Кам'янському районі в Молдові (Придністров'ї). Входить до складу Кам'янської міської ради. Обслуговувало залізничну станцію «Кам'янка», яка нині не діє.
| Молдова | Це незавершена стаття з географії Молдови. Ви можете допомогти проєкту, виправивши або дописавши її. |